# احمدلوی سفلی (خداآفرین)
احمدلوی سفلی یکی از روستاهای استان آذربایجان شرقی است که در دهستان گرمادوز غربی بخش گرمادوز شهرستان خداآفرین واقع شده‌است.